# 모나코빌

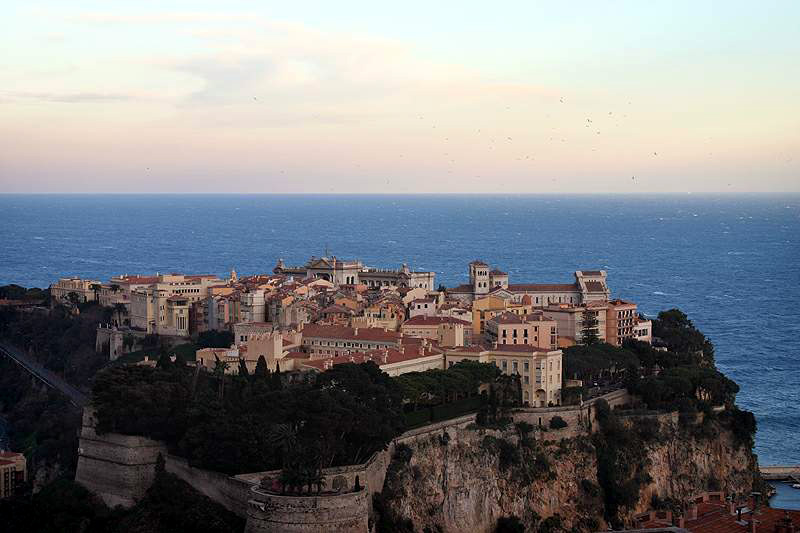
모나코빌

모나코빌(프랑스어: Monaco-Ville) 또는 모나코시티(영어: Monaco City)는 모나코 중부에 위치한 행정구로 면적은 0.19km2(19 ha), 인구는 1,151명(2000년 기준)이다. 지중해 연안과 접하며 흔히 르로셰(Le Rocher, 프랑스어로 "바위"라는 뜻)라고 부르기도 한다. 주요 관광 명소로는 모나코의 대공(大公)이 거주하는 모나코 대공궁, 그레이스 켈리의 무덤이 안치된 모나코 대성당, 1910년 모나코의 대공 알베르 1세에 의해 설립된 모나코 해양 박물관 등이 있다.